# Бахадур Шах Зафар
Абу Зафар Сіраджуддін Мухаммад Бахадур Шах Зафар або Бахадур Шах II (24 жовтня 1775, Делі, Імперія Великих Моголів — 7 листопада 1862, Рангун, Бірма, Британська Індія) — останній імператор Імперії Великих Моголів (час правління 28 вересня 1837 — 14 вересня 1857), на той час — залежної території від Британської Ост-Індійської компанії.
Був плідним поетом, писав мовою урду. Найбільш плідним є період його заслання, перебування у Рангуні. Складав переважно газелі.